# Henry Åkervall
Pour les articles homonymes, voir Watt (homonymie).
Henry « Hank » John Åkervall (né le 24 août 1937 à Port Arthur (Ontario), mort le 18 février 2000 dans la même commune) est un joueur canadien de hockey sur glace.

## Carrière
Åkervall a des racines finno-suédoises à Övermark et Sundom. Élève du lycée de Port Arthur, il participe à des compétitions de football, de basket-ball et d'athlétisme. En parallèle, il est actif au sein des équipes locales de hockey et de baseball. En 1956, il intègre les Tigres de Hamilton, équipe de l'Ontario Hockey Association. Choisissant de suivre le cheminement académique, il se dirige vers l'université technologique du Michigan en 1959 et a une carrière sportive avec son équipe de hockey sur glace, les Huskies. Åkervall remporte un titre national, le NCAA Division I men's ice hockey tournament, en 1962 avec les Huskies, dont il est le capitaine adjoint.
À la fin de sa carrière universitaire, Åkervall se rend brièvement en Finlande pour ses études. Il est le premier joueur né à l'étranger à jouer pour le Tappara. Il fait un premier match contre le SC Riessersee le 17 octobre 1962. En raison des règles de transfert et de quarantaine de la SM-sarja, Åkervall ne peut rejoindre le championnat que le 20 janvier 1963, alors qu'il est à mi-parcours. Il est impliqué dans les sept matchs restants, jouant principalement en pack, marquant sept buts et un total de 10 points dans ces matchs, y compris un coup du chapeau contre le TP-V de Tampere lors d'une victoire écrasante de 17-0. À la fin de la saison, une médaille d'argent de la SM est placée autour du cou.
L'entraîneur de l'équipe du Canada Bobby Bauer repère Åkervall alors qu'il joue avec les Tigres de Hamilton puis trois ans plus tard avec le Michigan Tech en championnat et en Finlande. Les Red Wings de Détroit veulent le recruter, mais il préfère l'équipe du Canada.
Après avoir obtenu son diplôme, il fait partie de l'équipe du Canada aux Jeux olympiques d'hiver de 1964 à Innsbruck, en Autriche. Le Canada finit quatrième. Åkervall en est le capitaine.
Après sa carrière de joueur, il intègre le corps professoral de l'université Lakehead en 1966, au département des sciences forestières, et entraîne les Nor'Westers lors de la conférence de l'International Collegiate Hockey Association en 1967. En rejoignant , Akervall en fut le directeur des sports, jetant les bases du développement du programme d’éducation physique de l'école.
Il met fin à sa carrière de joueur en 1969 mais continue à être sportif. Quand il prend sa retraite en 1997, il dirige une école de formation aux activités de plein air, tourisme et nature. Il meurt d'une crise cardiaque lors d'une séance de hockey.
En sa mémoire, chaque année, l'Université Lakehead honore sa mémoire avec le prix Hank-Akervall, décerné à l'étudiant athlète universitaire senior qui illustre le mieux son dévouement, son engagement, son implication communautaire et son leadership.

## Récompenses et distinctions
| Récompenses                     | Année     |   |
| ------------------------------- | --------- | - |
| All-WCHA First Team             | 1959–1960 |   |
| NCAA All-Tournament Second Team | 1960      | , |
| All-WCHA Second Team            | 1960–1961 |   |
| All-WCHA First Team             | 1961–1962 |   |
| AHCA West All-American          | 1961–1962 |   |
| NCAA All-Tournament First Team  | 1962      | , |